# Helpman (buurt)
Helpman (Gronings: Helpen) was een dorp gelegen op de Hondsrug tussen Groningen en Haren. Sinds 1915 is het een deel van de stad Groningen. Bestuurlijk vormt het de centrale buurt binnen de wijk Helpman e.o., die verder ook de Sterrebosbuurt, De Wijert, De Wijert-Zuid, Villabuurt, Coendersborg en Klein-Martijn omvat.
Tot 2014 was de buurt verdeeld over de buurten Helpman-Oost en Helpman-West, waarbij de Hereweg als scheiding fungeerde. Het noordelijke deel van deze beide buurten is in 2014 toegekend aan de nieuwe Sterrebosbuurt.

## Geschiedenis
De oudst bekende naam van het dorp, in een oorkonde uit 1245, is Heltman, waarschijnlijk afgeleid van een mansnaam. Later raakte het dorp bekend als Helpen. Het was een van de dertien dorpen en buurtschappen van het Gorecht. Het dorp heeft nooit een eigen kerk gehad en behoorde tot de parochie Groningen, maar het had wel een eigen bestuur dat voor zaken als wegenonderhoud en belastingheffing verantwoordelijk was. Ook vormde het een eigen schultambt. De huidige Helperkerk dateert uit 1900.
Ter hoogte van Helpman stond in de middeleeuwen het leprozengasthuis van Groningen: het Sint Jurgensgasthuis. In de buurt daarvan werd aan het einde van de vijftiende eeuw een kapel gebouwd die speciaal gewijd was aan het heilig sacrament. De bouw hing samen met de vondst van een aantal hosties die daar begraven waren na een diefstal uit het klooster van Aduard. De plek waar de hosties werden gevonden werd bekend als Heilige stede; ter plaatse staat tegenwoordig de Villa Hilghestede.
In de zeventiende eeuw kwamen Helpman en omgeving in trek bij welgestelde stadjers. Er werden diverse buitenplaatsen gebouwd, zoals Groenestein. Hoewel veel van die buitens de tand des tijds niet hebben doorstaan ademt met name het zuidelijke deel van de Verlengde Hereweg nog steeds een rijke sfeer met grote villa's op ruime kavels.
Helpman werd in 1915 bij de gemeente Groningen gevoegd. Tot dan hoorde het bij de gemeente Haren.

## Buurt
De oude grens tussen de stad en Helpman is het Helperdiep, met daarover in de Verlengde Hereweg de Natte brug. Aan de westzijde ligt De Wijert, als grens geldt de Hora Siccamasingel. Aan de oostzijde ligt de buurt Coendersborg, waarbij de Haydnlaan en de Troelstralaan als grens geldt. Aan zuidzijde vormden de Goeman Borgesiuslaan en de Van Ketwich Verschuurlaan de grens met De Wijert-Zuid en de Villabuurt. Ter onderscheid van zelfde straatnamen in Groningen en Helpman hebben die in het voormalige dorp het voorvoegsel "Helper" gekregen. Dus Brink werd Helper Brink en de Kerkstraat werd Helperkerkstraat.
Tot de opmerkelijke gebouwen in Helpman behoort het voormalige Rooms Katholiek Ziekenhuis aan de Verlengde Hereweg. Aan de Moddermanlaan staat een van de oudste zwembaden van Groningen, het Helperbad. Het Montessori Lyceum Groningen is gevestigd aan de Helper Brink. Aan de westrand van de wijk staat de naoorlogse San Salvatorkerk, waarvan de vormentaal teruggaat tot de basilieken van het late Romeinse Keizerrijk.
In het dorp Helpman waren eind 19e en begin van de 20e eeuw diverse industrieën. Deze lagen vooral aan de Helper Westsingel en de Helper Oostsingel, bij het Helperdiep. Een van de grootste was de brouwerij van W. Keizer, N.V. Vereenigde Bierbrouwerijen Keizer Barbarossa in de Helper Kerkstraat. In de Emmastraat stond de Coöperatieve Verlichtingsfabriek. Tot 2022 was de enige overgebleven industrie de hoefijzerfabriek aan de Helper Westsingel. Tussen 1959 en 1966 stond aan diezelfde Helper Westsingel het legendarische jeugdpodium 't Krotje.

## Afbeeldingen

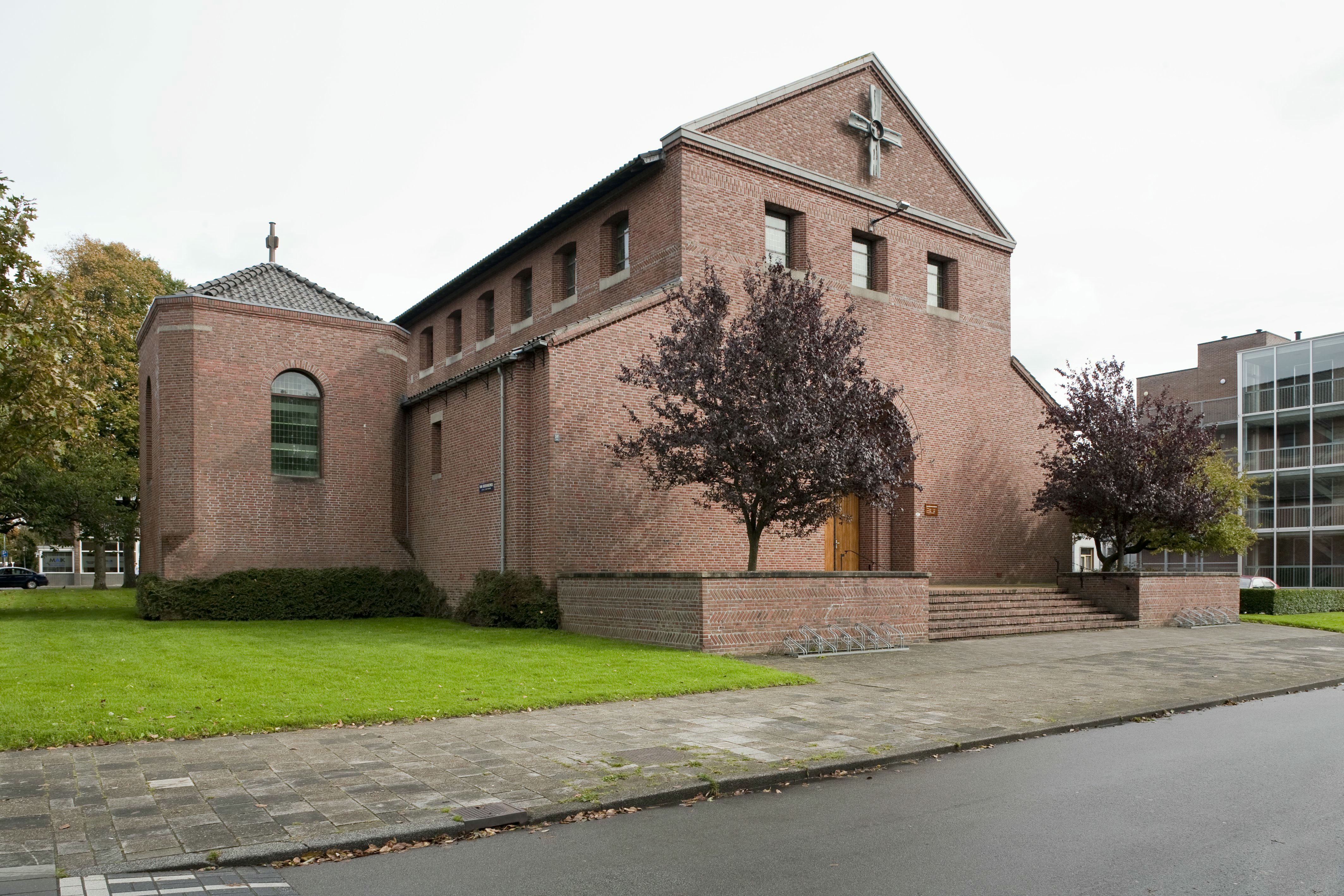
San Salvatorkerk (2007)
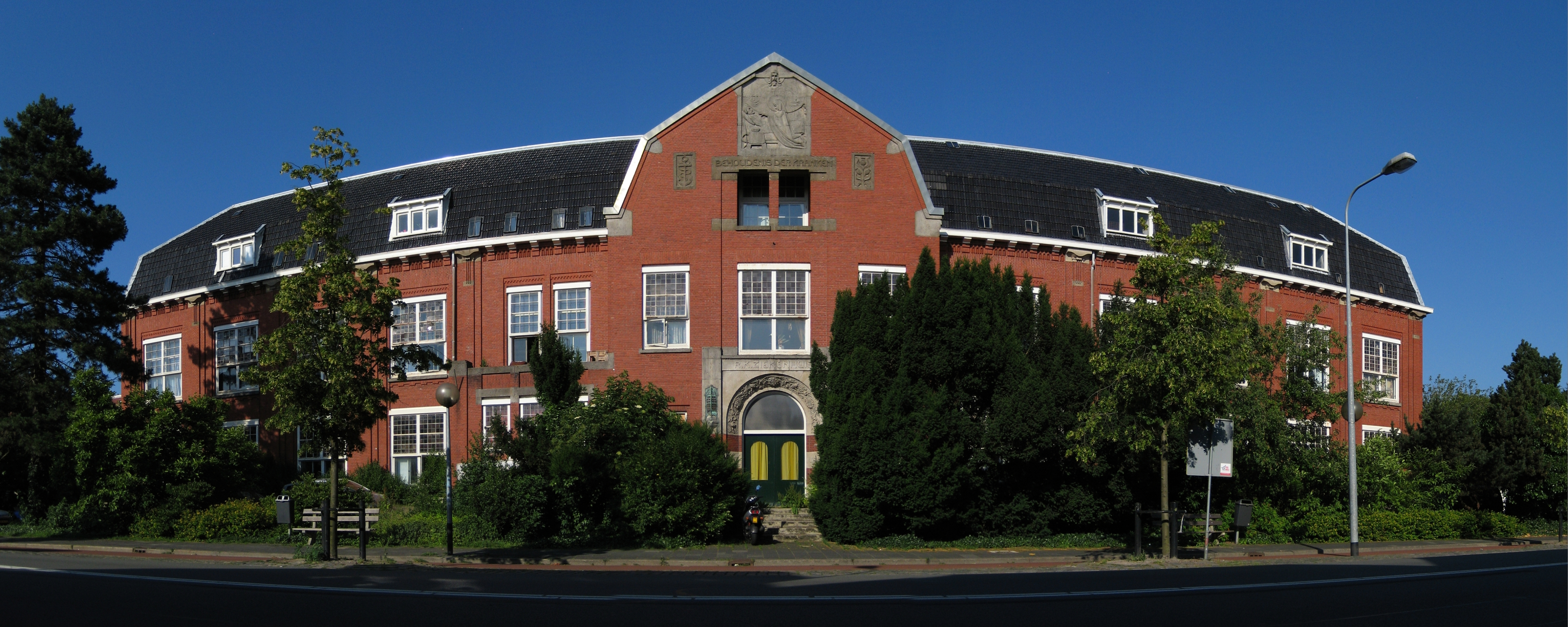
Oude RKZ (2009)
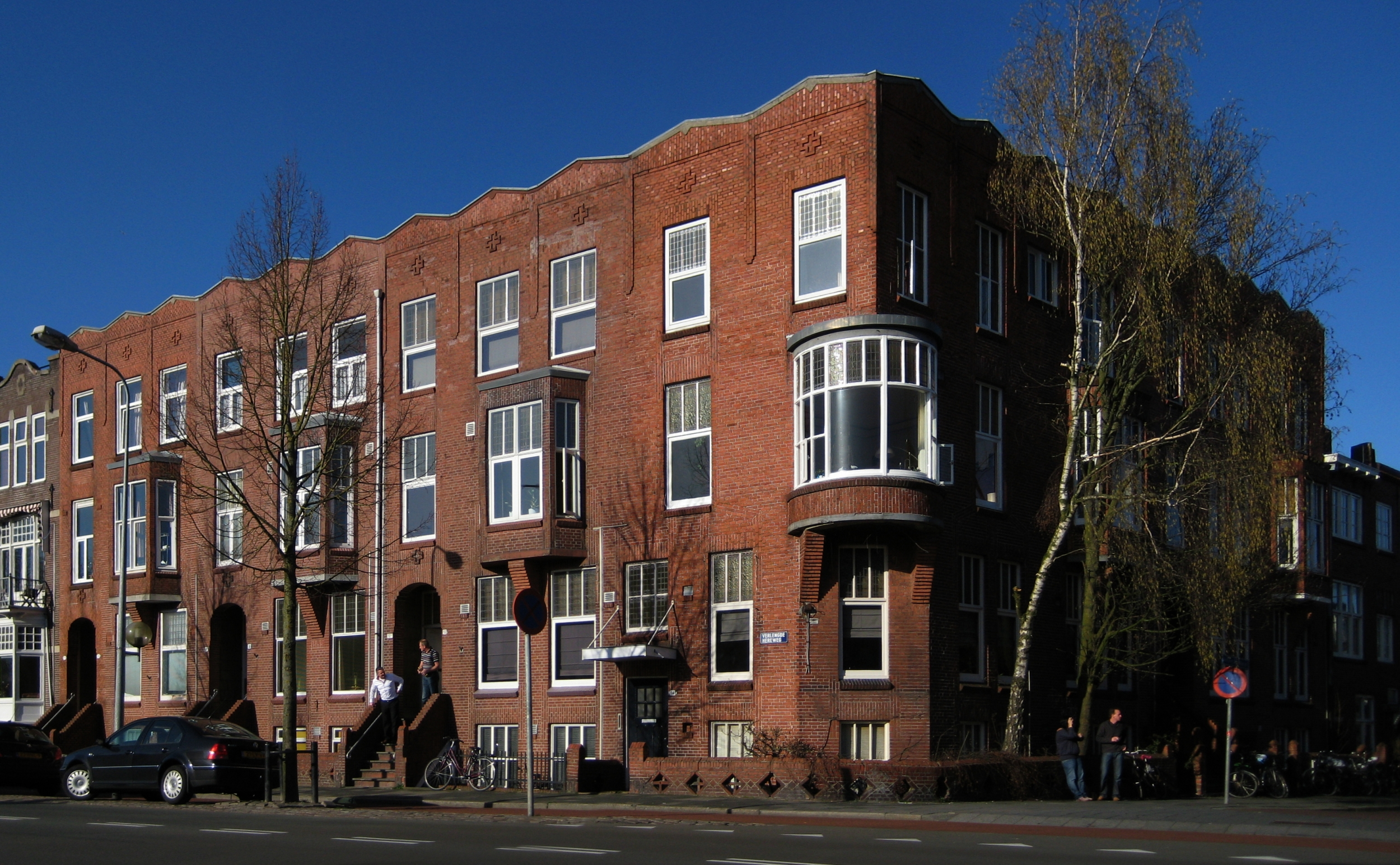
Huizenblok op de noordhoek Verlengde Hereweg–Helper Oostsingel (2010)
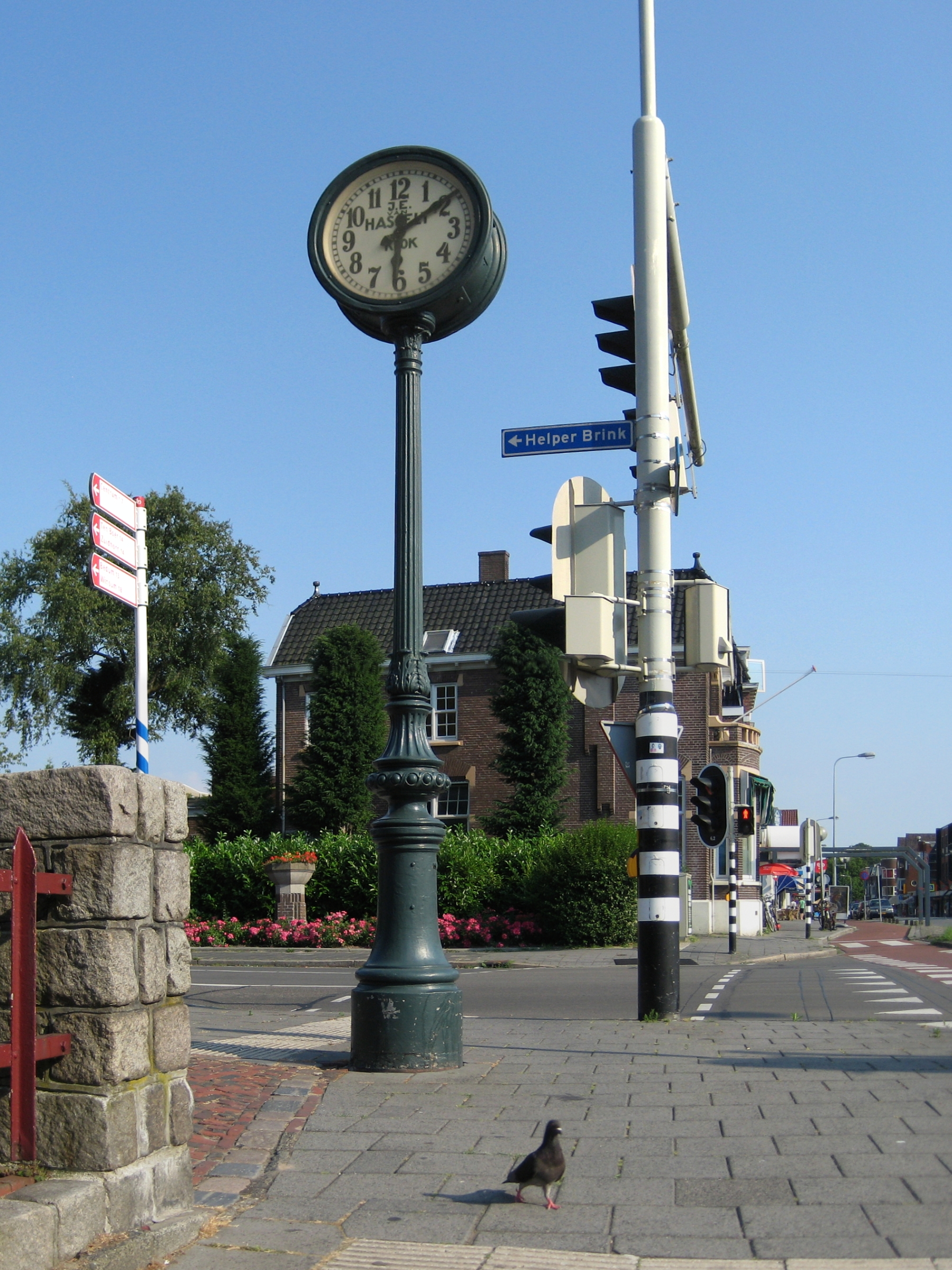
Van Hasselt's klok (2010)
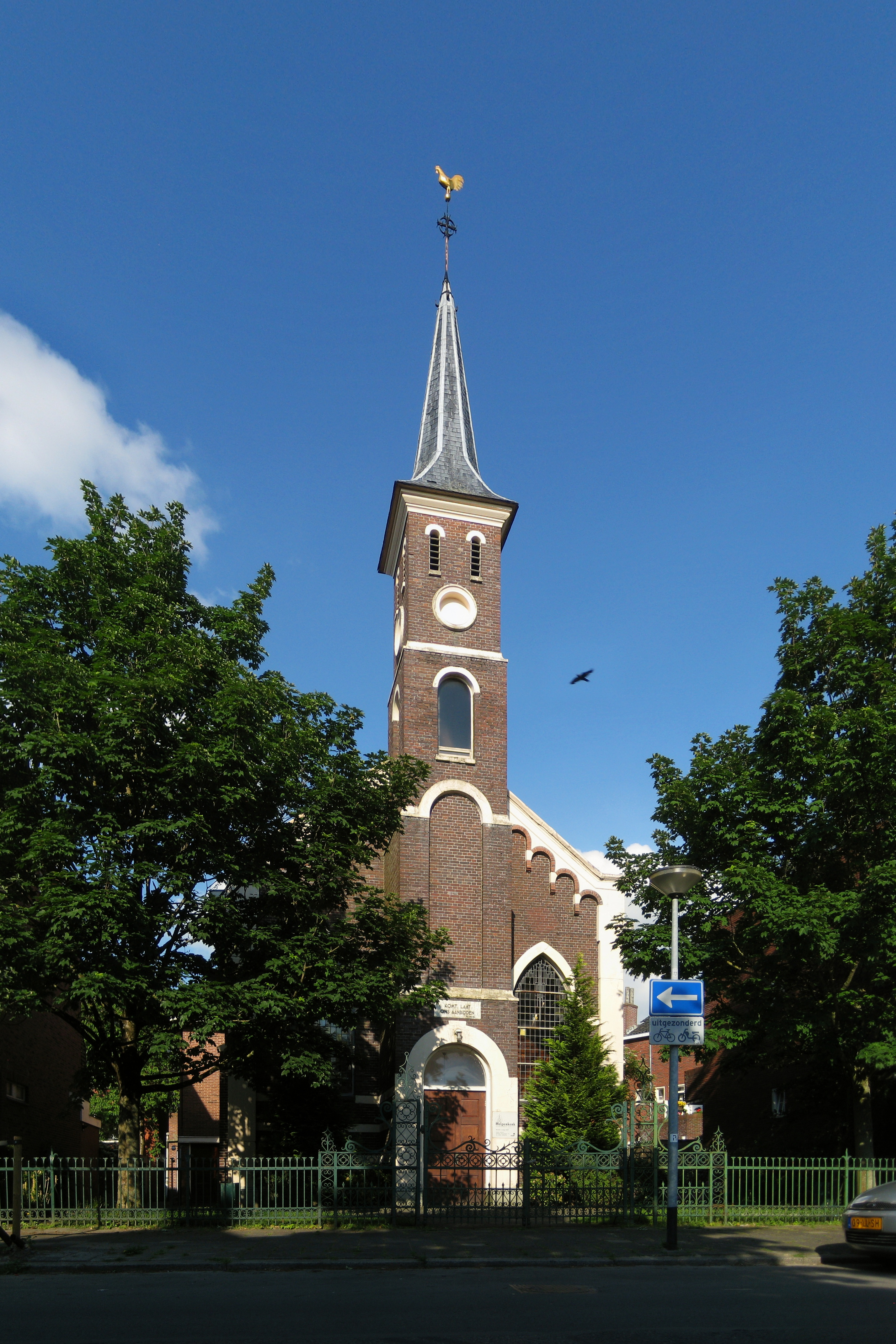
Helperkerk (2012)

1. ↑  Inclusief het A-kwartier, Academiekwartier, Bisschopskwartier en Ebbingekluft
2. ↑  Inclusief Ruskenveen
3. ↑  Euvelgunne en Roodehaan zijn onderdeel van de MEER-dorpen, maar vallen onder de wijk Zuidoost
4. ↑  Inclusief de subbuurten De Wierden (waaronder het bouwblok Heemwerd), Rietlanden en Reitdiephaven
5. ↑  Voorheen Korrewegwijk genoemd
6. ↑  Voorheen Korrewegbuurt genoemd